# HMS Malaya
HMS Malaya var ett brittiskt slagskepp av Queen Elizabeth-klass som byggdes av Armstrong Whitworth och sjösattes i mars 1915. Hon namngavs efter de Förenade malajstaterna i Brittiska Malaya (nuvarandesvästra Malaysia) om betalade byggnationen.
Under första världskriget tjänstgjorde hon i amiral Hugh Evan-Thomas 5th Battle Squadron i Grand Fleet. Hon deltog i Skagerrakslaget den 31 maj 1916 där hon blev träffad åtta gånger och ådrog sig stora skador, däribland 63 döda och 33 sårade av en besättning på nominellt 1217 officerare och matroser.
Under andra världskriget tjänstgjorde hon i Medelhavet 1940 med att eskortera konvojer för att bekämpa den italienska flottan. 20 mars 1941 skadades hon av en torped från en tysk ubåt U-106 utanför Kap Verde-öarna, men lyckades nå Trinidad med 7 graders slagsida. Efter tillfälliga reparationer styrde hon mot New York där hon blev kvar tills i början av juli. Under Kapten Cuthbert Coppingers ledning lämnade hon New York för att fortsätta till Halifax, Nova Scotia (Kanada), där hon eskorterade en konvoj som kom fram till osyth den 28 juli 1943.  re Vid slutet av 1943 placerades Malaya i reserven. Hon reaktiverades och blev ett reservslagskepp inför landstigningen i Normandie år 1944. Vid slutet av samma år togs Malaya ur tjänst och blev ett boendefartyg för en torpedskola.
20 februari 1948 såldes hon till Metal Industries och anlände den 12 april samma år till Faslane för att skrotas.